# Radamsades
Tiberius Julius Radamsades, a veces conocido como Radamsades (en griego: Τιβέριος Ἰούλιος Ραδαμσαδης: , floreció entre la segunda mitad de siglo III y primera mitad de siglo IV – murió 323) fue príncipe y Rey Cliente Romano del Reino del Bósforo.
Radamsades fue el segundo hijo del Rey Totorses y una mujer de nombre desconocido. Era de ascendencia griega, iraní y Romana. Su hermano mayor fue el príncipe Rescuporis VI.
Alrededor de 308/309, Radamsades sucedió a su padre. Radamsades se convirtió en cogobernante con su hermano mayor Rescuporis VI. Radamsades gobernó como rey del Bósforo con Rescuporis VI desde alrededor 309 hasta su muerte en 323. Radamsades fue contemporáneo de la Tetrarquía y de la dinastía Constantiniana en el Imperio Romano. En monedas su título real es en griego: ΒΑΣΙΛΕΩΣ ΡΑΔΑΜΣΑΔΗΣ o de Rey Radamsades. Durante su reinado, se utilizaron varios metales, incluyendo latón, para crear y acuñar moneda en el Bósforo. Aparte de ese, sabemos muy poco acerca de la vida y reinado de Radamsades. A su muerte en 323, su hermano Rescuporis VI se convirtió en único gobernante del Bósforo.